# Pedilochilus psychrophilus
Pedilochilus psychrophilus là một loài thực vật có hoa trong họ Lan. Loài này được (F.Muell.) Ormerod mô tả khoa học đầu tiên năm 2001.